# Station Piasecznica
Station Piasecznica is een spoorwegstation in de Poolse plaats Nowa Piasecznica.